# Freifahrung
Die Freifahrung war im alten Bergrecht ein bergrechtlicher Akt, bei dem durch die Befahrung eines Grubengebäudes nachgewiesen wurde, dass dieses nicht entsprechend den bergrechtlichen Vorschriften belegt war. Durch die Freifahrung konnten dem Grubenbesitzer die Besitzrechte auf die Grube entzogen werden. Das Freifahren einer Grube konnte von Amts wegen erfolgen. Eine andere Möglichkeit war die Beantragung der Freifahrung durch einen neuen Muter, den sogenannten Freimacher, wenn er die Grube neu belegen wollte.

## Der Begriff
Der Ausdruck Freifahrung wurde zunächst in der böhmischen Bergverordnung und später dann auch in den Ländern der Ferdinandeischen Bergordnung verwendet. In den ungarischen Ländern wurden die Begriffe „bergmeisterlicher Augenschein“ oder „bergmeisterliche Besichtigung“ verwendet. In Österreich bezeichnete man die Befahrung der Grubenbaue durch die Bergbehörde zwecks Untersuchung, ob die Verleihungsbedingungen erfüllt waren, als Freifahrung. Der Begriff Freifahrung wurde für die Befahrung der Gruben durch die Berggerichte sowohl für neu gemutete als auch für als verlassen geltende Gruben verwendet.

## Voraussetzungen
Zum Fortbau der Gruben war im Bergrecht der jeweiligen Länder eine dauernde Belegung der Gruben gefordert, zudem musste die Grube bauhaft gehalten werden. War eine Grube mehr als drei Tage nicht mit Bergleuten belegt, konnte ein Muter diese verlegene Grube neu muten. Zuvor war er verpflichtet, diese verlassene Grube freifahren zu lassen. Durch die Freifahrung wurde der Beweis erbracht, dass die Grube nicht ordnungsgemäß belegt worden war. Durch diese Freifahrung wegen Nichtbetriebes verlor der bisherige Besitzer sein Anrecht auf die Grube. Als Nichtbelegung galt, wenn die Grube nicht mit mindestens einem Hauer und einem Schlepper 8 Stunden täglich belegt war. Die Arbeiter mussten von einer Aufsicht, z. B. dem Hutmann, beaufsichtigt werden. Arbeiten über Tage galten nicht als gehörige Belegung, eine Ausnahme waren Arbeiten, die zur Aufrechthaltung des Grubenbetriebes notwendig waren. Dazu zählte u. a. das Sümpfen, die Bewetterung und die Aufhaldung des Abraums.

## Formalitäten
Den Beweis für die „Verlegenheit der Grube“ musste der neue Muter gemäß der Ferdinandeischen und auch der Maximilianischen Bergordnung binnen vierzehn Tagen erbringen. Nach Ablauf einer angemessenen Frist wurde die Freifahrung öffentlich bekanntgemacht. Die Art der Bekanntmachung lag im Ermessen der Bergbehörde, dadurch gab es Unterschiede zwischen den einzelnen Bergbaurevieren. Teilweise geschah dies durch eine Veröffentlichung in der amtlichen Zeitung des betreffenden Landes, teilweise wurde der Grubenbesitzer amtlich vorgeladen. Dem Altbesitzer der Grube stand es frei, diese Beweise binnen weiterer vierzehn Tage nach Erhalt der Vorladung oder Bekanntmachung durch Gegenbeweise zu entkräften. Die Freifahrung, also die Inaugenscheinnahme vor Ort, erfolgte durch mindestens zwei Reviergeschworene oder durch einen Reviergeschworenen und einen Steiger. Die Befahrungen wurden an drei verschiedenen Tagen während der Frühschicht durchgeführt. Wurde festgestellt, dass die Grube tatsächlich an drei Schichten unbelegt war, so konnte die Grube für bergfrei, in Österreich für „ins fürstliche Freie“, erklärt werden. Der Beweis galt als erbracht, wenn an diesen drei Tagen nicht die vorgeschriebene Anzahl Bergleute in der Grube tätig war. Wurden bei der dritten Befahrung Bergleute unter Tage angetroffen, so wurden diese befragt, wo sie an den anderen Tagen gewesen waren und auf wessen Veranlassung sie ihre Arbeit nicht aufgenommen hatten. Wurde bei der Befragung ein Betrug festgestellt, so wurde dieser durch das Berggericht geahndet. Erst im Anschluss an die Freifahrung konnte die Grube dem neuen Muter verliehen werden. Nach der Befahrung entschied der Bergrichter im Beisein der Berggeschworenen, ob die Grube verlegen war und ob eine Verleihung an den neuen Muter erfolgen konnte. Für die Freifahrung musste für jede Schicht eine Gebühr errichtet werden, zusätzlich war noch für die Eintragungen ins Bergbuch eine Schreibgebühr fällig. Die Höhe war je nach Bergbauregion unterschiedlich. Wurde der Betrieb einer Grube auch nach der Freifahrung nicht mehr aufgenommen, so wurde sie geschlossen und der Grund und Boden, auf dem sie sich befand, ging an den Grundbesitzer zurück oder wurde je nach Eigentumslage auf den Fiskus übertragen.

## Freimachen
Das Freimachen war nach dem böhmischen Bergrecht eine besondere Form der Freifahrung, die nur bei alten, nicht mehr bergmännisch bearbeiteten Gruben angewendet wurde. Dazu musste die Grube auf Antrag eines Freimachers von einem Geschworenen frei gefahren werden. Das Freimachen konnte mehrmals getätigt werden, jedoch wurden die alten Besitzer nur bei den beiden ersten Befahrungen benachrichtigt. Ab der dritten Freimachung wurden die alten Gewerken nicht mehr informiert. Jedes Freimachen wurde in das Freimachensbuch eingetragen, damit ein Nachweis bei eventuellen späteren Streitigkeiten möglich war. In einigen Bergbaurevieren wurde ein Bergmeister mit der Aufgabe des Freimachensrichters betraut, der jedoch nicht die Befahrungen durchführte. Das Freifahren erfolgte ebenfalls an drei Schichten, hierfür wurde eine Gebühr erhoben, die der Geschworene für seine Arbeit erhielt. Diese Gebühr wurde als Freimachungsgebühr bezeichnet. Der Freifahrer erhielt nach der erfolgten Freifahrung vom Rezessschreiber einen sogenannten Freizettel.
Die Begriffe Freifahrung und Freimachen wurden in einigen Bergordnungen teilweise sinngleich verwendet. Dennoch waren sie in ihrer rechtlichen Wirkung unterschiedlich. Hauptsächlich lag der Unterschied zwischen Freifahrung zum Freimachen darin, ob das Berglehen bereits ins Bergfreie gefallen war oder nicht. Die Freifahrung war die bergbehördliche Anerkennung, dass die Grube bereits ins Bergfreie gefallen war. Durch das Freimachen wurde eingeleitet, dass eine Grube wieder ins Bergfreie fallen konnte. Bei der Freifahrung war eine vorläufige Besichtigung vor Ort nicht zwingend notwendig, für das Freimachen war die Besichtigung vor Ort unerlässlich.